# Lago d'Averno
Lago d'Averno este o arie protejată (arie specială de conservare — SAC, sit de importanță comunitară — SCI, arie de protecție specială avifaunistică — SPA) din Italia întinsă pe o suprafață de 125 ha, integral pe uscat.

## Localizare
Centrul sitului Lago d'Averno este situat la coordonatele 40°50′17″N 14°04′34″E / 40.838056°N 14.076111°E.

## Înființare
Situl Lago d'Averno a fost declarat sit de importanță comunitară în mai 1995 pentru a proteja 30 de specii de animale. Alte tipuri de protecție:
- arie de protecție specială avifaunistică (în februarie 2002)[3]
- arie specială de conservare (în mai 2019)[2][4][5]

## Biodiversitate
Situată în ecoregiunea mediteraneană, aria protejată conține 1 habitat natural: Lacuri eutrofice naturale cu vegetație de tip Magnopotamion sau Hydrocharition.
La baza desemnării sitului se află mai multe specii protejate:
- păsări (22): privighetoare-de-baltă (Acrocephalus melanopogon), pescăruș albastru (Alcedo atthis), rață-cu-cap-castaniu (Aythya ferina), rața moțată (Aythya fuligula), chirighiță neagră (Chlidonias niger), erete de stuf (Circus aeruginosus), lișiță (Fulica atra), găinușă de baltă (Gallinula chloropus), stârc pitic (Ixobrychus minutus), Larus argentatus, pescăruș-cu-cap-negru (Larus melanocephalus), pescăruș râzător (Larus ridibundus), gaia neagră (Milvus migrans), viespar (Pernis apivorus), Phalacrocorax carbo sinensis, corcodel mare (Podiceps cristatus), corcodel-cu-gât-negru (Podiceps nigricollis), rață cârâitoare (Spatula querquedula), chiră mică (Sternula albifrons), corcodel mic (Tachybaptus ruficollis), chiră de mare (Thalasseus sandvicensis), sturz-cântător (Turdus philomelos)
- mamifere (4): liliac cu aripi lungi (Miniopterus schreibersii), liliacul mediteranean cu potcoavă (Rhinolophus euryale), liliacul mare cu potcoavă (Rhinolophus ferrumequinum), liliacul mic cu potcoavă (Rhinolophus hipposideros)
- nevertebrate (3): croitorul mare al stejarului (Cerambyx cerdo), Coenagrion mercuriale, Lindenia tetraphylla
- reptile (1): șarpele cu patru dungi (Elaphe quatuorlineata)

Pe lângă speciile protejate, pe teritoriul sitului au mai fost identificate 4 specii de nevertebrate, 3 specii de reptile.